# YBN Nahmir

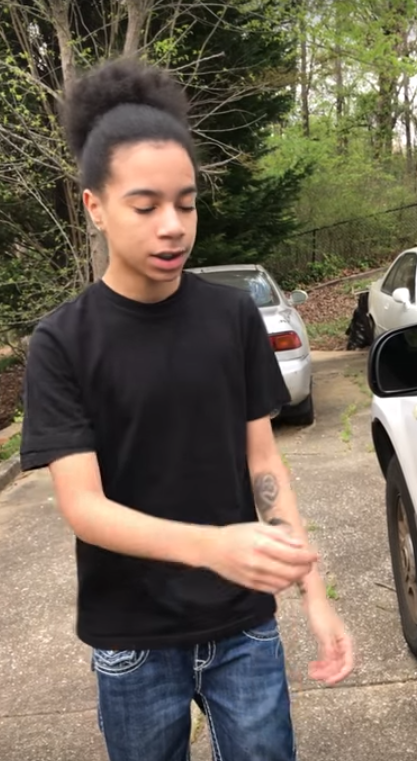
YBN Nahmir (2017)

YBN Nahmir, właśc. Nicholas Alexander Simmons (ur. 18 grudnia 1999 w Birmingham) – amerykański raper. Najbardziej znany jest ze swoich singli „Rubbin Off the Paint”, który zajął 46 miejsce na liście Billboard Hot 100, „Bounce Out with That”, który zajął pierwsze miejsce na liście Bubbling Under Hot 100 Singles oraz „Opp Stoppa” (solo i / lub z 21 Savage w remiksie), który osiągnął 78 miejsce na liście Billboard Hot 100.

## Wczesne życie
Simmons urodził się 18 grudnia 1999 roku w Birmingham w Alabamie. Wychowywał się w domu z matką, kuzynami i ciotką. Simmons uczęszczał do Clay-Chalkville High School w Clay w Alabamie, ale porzucił naukę po sukcesie jego utworu „Rubbin Off the Paint”.
Zainteresowanie Simmonsa muzyką zaczęło się, gdy miał czternaście lat i otrzymał na Boże Narodzenie konsolę Xbox 360. Simmons zaczął grać w grę wideo Rock Band (której później użył do nagrania swojej pierwszej piosenki). Później przeniósł się na granie w Grand Theft Auto V, z której zaczął nagrywać filmy z rozgrywki, filmiki generowały mu coraz nowszych obserwujących na YouTube. Podczas gry w Grand Theft Auto V, Simmons freestyle’ował udostępniając to dzięki funkcji Xbox Live robił to wraz z wieloma innymi przyjaciółmi z którymi potem założył kolektyw Young Boss Niggas.

## Kariera
Simmons założył kolektyw hip-hopowy YBN (skrót od Young Boss Niggas) w 2014 roku, w skład którego wchodzą: YBN Almighty Jay, YBN Cordae, YBN Glizzy, jego kuzyn YBN Manny, YBN Walker, YBN Nicky Baandz, YBN Malik, YBN Carl i YBN Dayday.
Simmons przesłał swoją pierwszą piosenkę na YouTube, gdy miał piętnaście lat z innym członkiem YBN, YBN Almighty Jay. Piosenka zatytułowana „Hood Mentality” została przesłana 21 marca 2015 r. i praktycznie nie spotkała się z żadnym przyjęciem ze strony słuchaczy. Simmons przesłał jeszcze kilka piosenek na YouTube a 2 listopada 2016 r. Wypuścił swój pierwszy mixtape, zatytułowany Believe In The Glo na SoundCloud. Simmons przesłał swój drugi mixtape na SoundCloud 21 stycznia 2017 r.
Simmons wydał swój przełomowy singel „Rubbin Off the Paint” 18 września 2017 r. Na kanale YouTube WorldStarHipHop. Piosenka szybko stała się virallem. Piosenka zadebiutowała na 79 miejscu na liście Billboard Hot 100 i osiągnęła szczyt na 46. Utwór zdobył podwójny certyfikat platyny w USA i pokrył się platyną w Kanadzie.
W listopadzie 2017 roku Simmons był zaangażowany w konflikt na tle praw autorskich, gdyż pewna wytwórnia płytowa zgłosiła roszczenie do jego piosenki po tym, jak jego menedżer sprzedał instrumental stronie trzeciej. W odpowiedzi Simmons zatrudnił wewnętrznego producenta swoich utworów, który jest członkiem kolektywu YBN. Simmons wydał jeszcze sześć kolejnych utworów w 2017 roku.
23 stycznia 2018 roku Simmons wydał utwór „Bounce Out with That” na kanale Lyrical Lemonade. Piosenka zgromadziła ponad 159 milionów wyświetleń na YouTube. Singel pokrył się podwójną platyną w USA i Kanadzie.
W kwietniu 2018 roku Simmons podpisał kontrakt z Atlantic Records. Później został jednym z członków „2018 Freshman Class” magazynu XXL, występując obok takich raperów jak Lil Pump, Ski Mask the Slump God, Smokepurrp czy Wifisfuneral.
13 lipca 2018 roku Simmons ogłosił na Twitterze, że jesienią 2018 roku wyruszy w trasę koncertową po Europie z Almighty Jay i Cordae. Odwiedzali między innymi Francję, Niemcy, Polskę czy Szwecję. Kolektyw YBN wydał potem krążek YBN: The Mixtape, na którym gościnnie wystąpili między innymi Gucci Mane, MGK i Lil Skies.
22 marca 2019 roku Simmons wydał singel „Baby 8”. 10 czerwca 2019 roku wydał teledysk do utworu „Opp Stoppa”. Singel pokrył się platyną w USA.
26 marca 2021 roku Simmons wydał swój debiutancki album Visionland.
9 lipca 2022 roku Simmons potwierdził, że podpisał nowy kontrakt nagraniowy z Def Jam Recordings, co czyni go drugim artystą, który natychmiast przeszedł do Def Jam z Atlantic Records od czasu podobnego wyczynu Fabolousa w 2006 roku.

## Inspiracje muzyczne
Nahmir wymienił jaki swoje główne inspiracje raperów z rejonu Zatoki San Francisco, takich jak E-40. Mówiąc o swoich wpływach w wywiadzie dla Billboard, Simmons stwierdził, że brak mainstreamowych raperów z Birmingham skłonił go do słuchania większej liczby artystów z Zachodniego Wybrzeża, takich jak Eazy-E i Tupac.

## Dyskografia

### Albumy studyjne
| Tytuł      | Informacje                                                                                   |
| ---------- | -------------------------------------------------------------------------------------------- |
| Visionland | - Wydany: 26 marca 2021 - Wytwórnia: Atlantic, Art@War - Format: Digital download, streaming |

### EP’ki
| Tytuł            | Informacje                                                                            |
| ---------------- | ------------------------------------------------------------------------------------- |
| Faster Car Music | - Wydana: 19 sierpnia 2022 - Wytwórnia: Def Jam - Format: Digital download, streaming |

### Mixtape’y
| Head Honcho                                              | - Wydany: 5 października 2015 - Format: Digital download                            | –  | –  | –  | –  |                           |
| Believe in the Glo                                       | - Wydany: 2 listopada 2016 - Format: Digital download                               | –  | –  | –  | –  |                           |
| #YBN                                                     | - Wydany: 21 stycznia 2017 - Format: Digital download                               | –  | –  | –  | –  |                           |
| YBN: The Mixtape(wraz z Almighty Jay i Cordae)           | - Wydany: 7 września 2018 - Wytwórnia: Atlantic, Art@War - Format: Digital download | 21 | 13 | 12 | 19 | - RIAA: Złoto - MC: Złoto |
| „–” oznacza że projekt nie był notowany na danej liście. |                                                                                     |    |    |    |    |                           |